# الشراعى (قفل شمر)

تعديل مصدري - تعديل

الشراعى هي إحدى قرى عزلة المخلاف بمديرية قفل شمر التابعة لمحافظة حجة، بلغ تعداد سكانها 50 نسمة حسب تعداد اليمن لعام 2004.